# Ройтте (округ)
Ройтте (нем. Bezirk Reutte) — округ в Австрии. Центр округа — город Ройтте. Округ входит в федеральную землю Тироль. Занимает площадь 1.236,82 кв. км. Плотность населения 26 человек/кв.км.

## Города и общины
1. Бах
2. Берванг
3. Бибервир
4. Бихльбах
5. Брайтенванг
6. Ээнбихль
7. Эрвальд
8. Эльбигенальп
9. Эльмен
10. Форхах
11. Грен
12. Грамайс
13. Хезельгер
14. Хайтерванг
15. Хинтерхорнбах
16. Хёфен
17. Хольцгау
18. Юнгхольц
19. Кайзерс
20. Лехашау
21. Лермос
22. Музау
23. Намлос
24. Нессельвенгле
25. Пфаффлар
26. Пфлах
27. Пинсванг
28. Ройтте
29. Шаттвальд
30. Штанцах
31. Таннхайм
32. Фильс
33. Фордерхорнбах
34. Венгле
35. Вайссенбах-на-Лехе